# Brachystelma australe
Brachystelma australe är en oleanderväxtart som beskrevs av Robert Allen Dyer. Brachystelma australe ingår i släktet Brachystelma och familjen oleanderväxter. Inga underarter finns listade i Catalogue of Life.